# Barossa Valley (dal i Australien)
Barossa Valley är en dal i Australien. Den ligger i delstaten South Australia, omkring 54 kilometer nordost om delstatshuvudstaden Adelaide.
Trakten runt Barossa Valley består till största delen av jordbruksmark. Runt Barossa Valley är det ganska glesbefolkat, med 32 invånare per kvadratkilometer. Genomsnittlig årsnederbörd är 419 millimeter. Den regnigaste månaden är juli, med i genomsnitt 68 mm nederbörd, och den torraste är december, med 8 mm nederbörd.